# Primera División de Uruguay 2016
Primera División de Uruguay 2016, även känt som Campeonato Uruguayo Especial, var den 115:e säsongen av Uruguays högstaliga Primera División. Det var den 86:e säsongen som ligan hade spelats professionellt. Säsongen lämnade spelsystem Apertura och Clausura, och spelades som gruppspel med 16 deltagande lag. Säsongen bestod av 15 omgångar. Vinst gav 3 poäng, oavgjort 1 poäng och förlust 0 poäng. 
Regerande mästare från föregående säsong var Peñarol från Montevideo.
Nacional vann mästerskapet.